# Černík
Černík es un municipio del distrito de Nové Zámky en la región de Nitra, Eslovaquia, con una población estimada a final del año 2024 de 1058 habitantes.
Se encuentra ubicado al sur de la región, cerca de los ríos Nitra y Hron (cuenca hidrográfica del Danubio) y de la frontera con Hungría.

## Demografía
| Año        | 1994 | 2004    | 2014    | 2024    |
| ---------- | ---- | ------- | ------- | ------- |
| Población  | 1013 | 992     | 1016    | 1058    |
| Diferencia |      | −2,07 % | +2,41 % | +4,13 % |

| Año        | 2023 | 2024    |
| ---------- | ---- | ------- |
| Población  | 1037 | 1058    |
| Diferencia |      | +2,02 % |